# Cladosporium elegans
Cladosporium elegans är en svampart som beskrevs av Penz. 1882. Cladosporium elegans ingår i släktet Cladosporium och familjen Davidiellaceae.   Inga underarter finns listade i Catalogue of Life.